# Bernardi (cognome)
Bernardi è un cognome di lingua italiana.

## Varianti
Bernabei, Bernardo, Bernardis, Bernard, De Bernardi, Debernardi, De Bernardo, Di Bernardo, Bernardelli, Bernardello, Bernardini, Bernardino, Bernardin, Bernardinelli, Bernardinello, De Bernardinis, Di Bernardino, Bernardotti, Bernardoni, Bernardon, Bernardeschi, Berni, Berno, Berna, Bernetti, Bernettini, Bernocchi, Bernotti, Bernucci, Bernuzzi, Bernacca, Bernacchi, Bernacchioni, Bernaroli, Berneri, Bernero, Bernieri, Bernè, Bernesi, Bernic, Bernich.

## Origine e diffusione
Rappresenta la cognomazione del prenome maschile Bernardo, con cui condivide origine e significato.
È il quarantanovesimo cognome italiano per diffusione, ed è portato da oltre 6.600 famiglie, concentrate perlopiù nell'Italia settentrionale, in particolare Veneto, Emilia-Romagna e Lombardia. Molto diffusa anche la variante Bernardini, portata da oltre 4.600 famiglie, presente soprattutto in Toscana e Lazio.

## Persone
- Giuseppe Germano Bernardini, arcivescovo italiano.